# 1952년 하계 올림픽 중화인민공화국 선수단
중화인민공화국은 1952년 7월 19일부터 8월 3일까지 핀란드 헬싱키에서 열린 제15회 하계 올림픽에 참가했다. 총 한 명의 선수만 파견되었다.

## 배경
1949년 중화인민공화국 건국 이전까지 중국 본토 출신의 선수들이 올림픽에 참가할 때면 중화민국이라는 국적을 달고 출전하였다. 따라서 1932년, 1936년, 1948년 대회에서는 각각 '중화민국 선수단'이 파견되었다.
국공 내전 이후인 1951년 중화 타이베이 올림픽 위원회 위원 25인 중 19명이 타이완으로 도피하였고, 기존의 위원회와는 별도로 베이징에서 '중국 올림픽 위원회'가 다시 설립되었다. 양 위원회는 국제 올림픽 위원회 측에 오는 1952년 헬싱키 하계 올림픽에 참가하겠다고 요청하였다. 이에 국제 올림픽 위원회는 다음과 같은 결의안을 통과시켰다.
...헬싱키 대회 조직위원회와 협의하여 양국 선수들을 현 올림피아드 경기에 참가할 수 있도록 승인한다...— 프랑수아 피에트리 IOC 프랑스 위원

대회 개막 하루 전날, 중국 올림픽 위원회가 대회 조직위원회로부터 대회 초청을 받았다. 베이징에서 헬싱키까지 선수단을 수송하기 위한 항공편이 그리 충분치는 않았지만 위원회 측은 어쨌든 선수단을 파견하기로 결정하였다. 중국 선수단은 7월 29일 선수촌에 입촌하였고 올림픽 역사상 처음으로 중국의 국기를 내걸게 되었다.
당시 파견된 중국 선수단은 선수와 임원 모두 포함해서 40명 규모였으며 남자는 38명, 여자는 2명이었다. 남자 축구 대표팀, 남자 농구 대표팀, 그리고 수영 종목에 출전하는 우촨위 선수 한 명이었다. 이 중에서 우촨위 선수만 공식 경기에 제때 맞춰 출전할 수 있었고, 축구 대표팀은 친선 경기를 두 차례 가졌다. 중국 대표팀은 헬싱키에 10여일간 머물렀으며 폐막식에 참석하였다.
한편 중화민국 대표팀은 국제 올림픽 위원회가 중화인민공화국과 중화민국 선수를 모두 출전시키도록 한 결정에 항의하여 7월 17일 대회 불참을 선언하고 선수촌을 떠났다. 이는 '두 개의 중국' 논란이 올림픽에서 비화되는 계기가 되었으며, 계속되는 충돌 끝에 1958년 8월 중화인민공화국이 국제 올림픽 위원회를 탈퇴하는 것으로 끝났다. 이후 1979년 11월 중국 올림픽 위원회 측이 다시 IOC에 가입해 1980년 동계 올림픽에 '중화인민공화국'이란 이름으로 재출전하면서 마무리되었다.

## 수영
중국은 1명의 선수를 수영 경기에 파견했다.
| 선수           | 세부 종목 | 예선   | 예선 | 준결선     | 준결선     | 결선       | 결선       |
| 선수           | 세부 종목 | 기록   | 순위 | 기록       | 순위       | 기록       | 순위       |
| 우촨위(吳傳玉) | 100m 배영 | 1:12.3 | 28   | 진출 못 함 | 진출 못 함 | 진출 못 함 | 진출 못 함 |